# Nocloa plagiata
Nocloa plagiata är en fjärilsart som beskrevs av Smith 1906. Nocloa plagiata ingår i släktet Nocloa och familjen nattflyn. Inga underarter finns listade i Catalogue of Life.